# Grand Prix Formule 1 van Pescara
De Grand Prix van Pescara was een race uit het Formule 1-kampioenschap die één keer meetelde voor het kampioenschap, in 1957. Deze race, verreden op het Pescara Circuit in Italië, werd gewonnen door Stirling Moss. De race was ook meerdere malen het toneel van een niet-kampioenschapsronde.

## Winnaars van de Grand Prix
- Een roze achtergrond geeft aan dat deze race een niet-kampioenschapsronde in de Formule 1 was vanaf 1950.

| Jaar      | Coureur                   | Constructeur              | Locatie                   | Verslag                   |
| --------- | ------------------------- | ------------------------- | ------------------------- | ------------------------- |
| 1957      | Stirling Moss             | Vanwall                   | Pescara                   | Verslag                   |
| 1956 1955 | Grand Prix niet verreden. | Grand Prix niet verreden. | Grand Prix niet verreden. | Grand Prix niet verreden. |
| 1954      | Luigi Musso               | Maserati                  | Pescara                   | Verslag                   |
| 1953 1952 | Grand Prix niet verreden. | Grand Prix niet verreden. | Grand Prix niet verreden. | Grand Prix niet verreden. |
| 1951      | José Froilán González     | Ferrari                   | Pescara                   | Verslag                   |
| 1950      | Juan Manuel Fangio        | Alfa Romeo                | Pescara                   | Verslag                   |

1950 · 1951 · 1954 · 1957